# Arboretum de Villardebelle
El Arboretum de Villardebelle es un Arboreto, ubicado en el suroeste de Francia, con zona de Pinetum y una extensión total de unas 6 hectáreas que están previstas que se aumenten en un futuro próximo.

## Localización
El Arboretum de Villardebelle se encuentra en la zona suroeste de Francia ubicado en la proximidad de Limoux, y de Carcassonne.
Arboretum de Villardebelle Villardebelle, Departement de Aude, Languedoc-Roussillon, France-Francia.
Planos y vistas satelitales.43°1′0″N 2°23′0″E / 43.01667, 2.38333
- Altitud: entre 510 m y 670 m s. n. m.

Está abierto a diario todo el año al público en general

## Historia
Fue creado en 1994 y está administrado por la « Office National des Forêts».
Desde que fue creado el arboretum se han plantado más de 3500 especímenes, en su mayoría procedentes de semillas, incluyendo más de 190 especies y subespecies de Gimnospermas.
Un centenar de especies nuevas están siendo cultivadas en el vivero del  arboreto.

## Colecciones
Aunque tiene varias especies de árboles caducifolios como diferentes especies del género Quercus, Fraxinus, sin embargo sus colecciones están encaminadas para mostrar la diversidad de las coníferas.
Aquí podemos encontrar unas 190 especies o subespecies de Gimnospermas destacando:
- 34 especies de Abies,
- 5 de Cedrus,
- 21 de Cupressus,
- 13 de Juniperus,
- 28 de Piceas,
- 58 de Pinus,
- Sequoia sempervirens,
- Metasequoia,
- Cryptomeria,

La vegetación natural del enclave donde se ubica incluye a  Acer monspessulanum, Buxus sempervirens, Corylus avellana, Crataegus monogyna, Cupressus sempervirens, Fraxinus excelsior, Genista spp., Ilex aquifolium, Juniperus communis, Prunus avium, Prunus spinosa, Pteridium aquilinum, y Quercus ilex.
Las especies maderables cultivadas en la región incluye Cedrus atlantica, Fagus sylvatica, Picea sitchensis, Pinus nigra laricio o calabrica, Pinus sylvestris, Pseudotsuga menziesii, y Quercus.
Algunos ejemplares de interés como Araucaria araucana, Calocedrus decurrens, Calocedrus formosana, Cedrus atlantica, Cupressus dupreziana, Cupressus torulosa, Fitzroya cupressoides, Glyptostrobus pensilis, Juniperus occidentalis, Keteleeria davidiana, Keteleeria evelyniana, Metasequoia glyptostroboides, Picea chihuahuana, Pinus attenuata, Pinus elliottii, Platycladus orientalis, Prumnopitys andina, Saxegothaea conspicua, Sequoia sempervirens, Thujopsis dolabrata, y Widdringtonia cupressoides.

## Actividades
Además de actividades educativas, las actividades que aquí se realizan van encaminadas a:
- La conservación de las especies amenazadas,
- Al estudio científico de las necesidades para el mejor desarrollo de las especies que aquí se encuentran,
- A la conservación de los suelos y recuperación de las zonas degradadas y erosionadas,
- A la adaptación de especies foráneas con vistas a ampliar las especies cultivables de la región.